# Kleindietwil
Kleindietwil est une localité et une ancienne commune suisse du canton de Berne, située dans l'arrondissement administratif de Haute-Argovie.
Depuis le 1er janvier 2010, l'ancienne commune est rattachée à celle de Madiswil.

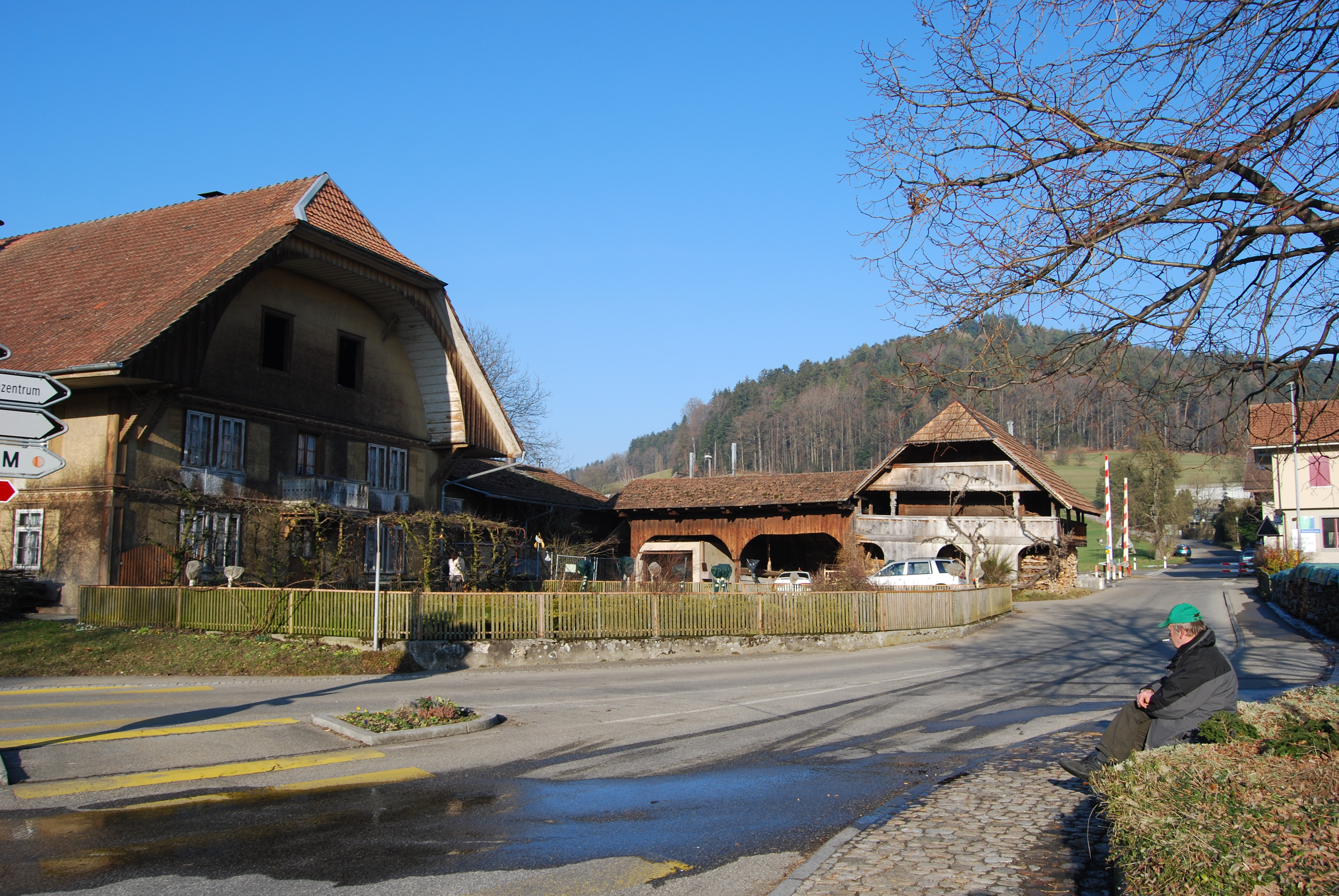
Kleindietwil.

## Histoire
Kleindietwil était déjà habitée à l'époque préhistorique comme l'attestent les vestiges de deux refugium dans la forêt du Hunzen et d'enceintes sur le Betzliberg.